# 美男魚澡堂
《美男魚澡堂》（英語：Mermaid Sauna），2018年台灣偶像劇。本劇為KKTV彩虹六部曲系列之第三部曲，由李沛旭、賴琳恩、陳昊森領銜主演，KKTV、myVideo於2018年7月4日首播。

## 播出時間

### 網路
| 頻道    | 所在地 | 播映日期     | 播出時間           |
| ------- | ------ | ------------ | ------------------ |
| KKTV    | 臺灣   | 2018年7月4日 | 每週三、週四22：00 |
| LINE TV | 臺灣   | 2018年7月5日 | 每週四、週五22: 00 |
| myVideo | 臺灣   | 2018年7月4日 | 每週三、週四22：00 |

## 演員列表

### 主要演員
| 演員   | 角色   | 介紹                                                                                                 | 登場集數 |
| 李沛旭 | 阿布   | 中年男同志，美男魚澡堂老闆，靈魂出竅到花花的身體。                                                   | 全劇     |
| 賴琳恩 | 花向榮 | 綽號花花，桃花超強的美熟女，前空姐，美男魚澡堂二號員工兼會計，靈魂出竅到小齊的身體。                 | 全劇     |
| 陳昊森 | 齊芬達 | 綽號小齊，大學美術系學生，美男魚澡堂一號員工兼工讀生，靈魂出竅到阿布的身體。角色最後有兩個結局走向。 | 全劇     |
| 楊鎮   | Paul   | 阿布以花花之身於酒吧遇見的真愛。                                                                     | 5-9      |
| 張雁名 | 丁大東 | 美術用品業務，欣賞小齊的藝術眼光。                                                                   | 2-3,5-9  |
| 雷婕熙 | 何思佳 | 小齊的美術系同學，喜歡小齊卻苦無回應。                                                               | 1-3,6-9  |

### 特別演出
| 演員   | 角色     | 介紹                           | 登場集數 |
| 李佩甄 | 公司主管 | 阿布的前主管，與阿布極為不合。 | 1        |
| 瑪莉亞 | Mike     | 美男魚澡堂客人                 | 1        |

### 客串演員
| 演員   | 角色 | 介紹                             | 登場集數 |
| 湯學臣 |      | 美男魚澡堂客人，小齊的素描對象。 | 1        |
| 嗨咖   |      | 花花的鄰居，對花花有意思。       | 2        |
| 游凱臣 | 老K  | 小齊的美術系同學兼死黨           | 2        |

### 其他演員
| 演員   | 角色 | 介紹                                       | 登場集數 |
| 陳希騰 | 羅丹 | 花花的前男友，是個會對女友暴力相向的渣男。 | 3        |
| 林冠宇 |      | 美男魚澡堂客人                             | 1        |

## 原聲帶
| 曲別   | 歌名             | 演唱者        | 作詞       | 作曲                       |
| 片頭曲 | 著涼             | 南拳媽媽-彈頭 | 張簡君偉   | 張簡君偉                   |
| 片尾曲 | 當你說了再見以後 | 林凡          | 林昀、揚揚 | Victor劉偉德、FinLee李華章 |
| 插曲   | 青春事           | LUJI          | 張簡君偉   | 張簡君偉                   |
| 插曲   | 愛是小麻煩       | 庭竹          | 陶山       | 陶山                       |
| 插曲   | 愛上我別說       | 邱珮淇        | 郁采真     | Baby L、Victor劉偉德       |

## 外部連結
- 美男魚澡堂的Facebook專頁